# Soeiro Guedes
D. Soeiro Guedes (1004 —?) foi um Cavaleiro medieval do Condado Portucalense e o reedificador, corria o ano de 1110, do Mosteiro de São Bento da Várzea, Mosteiro este da ordem dos monges beneditinos, localizado na freguesia de São Bento da Várzea, concelho de Barcelos.

## Relações familiares
Foi filho de D. Guido (ou Godo) Arnaldes de Baião e de  Leonguida Soares. Casou com D. Aldonça Guterres da Silva de quem teve:
1. D.Nuno Soares Velho, casado com Ausenda Todereis, filha de Teodoredo Fromarigues[3] e de Farégia Forjaz.
2. D.Maria Soares da Várzea casada com Godinho Viegas.
3. D.Ausindo Soares, ancestral de Soeiro Afonso Tangil, Tronco do Ramo dos Soares Tangil e dos Soares.
4. D.Ouruana Soares,  casou com Eros Mendes de Moles,
5. D.Ledegúndia Soares Tainha,  nasceu em 1030 e casou com Mendo Gonçalves, 3.º senhor da Maia.